# 1967 Menzel
1967 Menzel là một tiểu hành tinh vành đai chính. Nó được phát hiện bởi Max Wolf ngày 1 tháng 11 năm 1905. Tên ban đầu của nó là A905 VC. Nó được đặt theo tên Donald Howard Menzel, một nhà thiên văn học Hoa Kỳ.